# 1972–1973-as bajnokcsapatok Európa-kupája
A bajnokcsapatok Európa-kupája 18. szezonja. A győztes immár harmadszor a holland Ajax együttese. A fináléban az olasz Juventus együttesét verte meg. A három egymás utáni győzelemnek köszönhetően az amszterdamiak lettek a második csapat, amely végleg megtarthatta a serleget.

## Eredmények

### 1. forduló
| 1. csapat        | Össz. | 2. csapat      | 1. mérk. | 2. mérk. |
| ---------------- | ----- | -------------- | -------- | -------- |
| CSZKA Szófia     | 4–1   | Panathinaikósz | 2–1      | 2–0      |
| Galatasaray      | 1–7   | Bayern München | 1–1      | 0–6      |
| Waterford United | 2–3   | Omonia         | 2–1      | 0–2      |
| Wacker Innsbruck | 0–3   | Gyinamo Kijev  | 0–1      | 0–2      |
| Sliema Wanderers | 0–10  | Górnik Zabrze  | 0–5      | 0–5      |
| Aris             | 0–6   | Argeş Piteşti  | 0–2      | 0–4      |
| Real Madrid      | 4–0   | Keflavík       | 3–0      | 1–0      |
| Marseille        | 1–3   | Juventus       | 1–0      | 0–3      |
| Magdeburg        | 9–1   | TPS            | 6–0      | 3–1      |
| Celtic FC        | 5–2   | Rosenborg      | 2–1      | 3–1      |
| Újpesti Dózsa    | 4–3   | FC Basel       | 2–0      | 2–3      |
| Anderlecht       | 7–2   | Vejle Boldklub | 4–2      | 3–0      |
| Derby County     | 4–1   | FK Željezničar | 2–0      | 2–1      |
| Malmö FF         | 2–4   | SL Benfica     | 1–0      | 1–4      |

- Az Ajax és a Spartak Trnava csapata mérkőzés nélkül került a következő körbe.

### 2. forduló (Nyolcaddöntő)
| 1. csapat      | Össz. | 2. csapat     | 1. mérk. | 2. mérk. |
| -------------- | ----- | ------------- | -------- | -------- |
| CSZKA Szófia   | 1–6   | Ajax          | 1–3      | 0–3      |
| Bayern München | 13–0  | Omonia        | 9–0      | 4–0      |
| Gyinamo Kijev  | 3–2   | Górnik Zabrze | 2–0      | 1–2      |
| Argeş Piteşti  | 3–4   | Real Madrid   | 2–1      | 1–3      |
| Juventus       | 2–0   | Magdeburg     | 1–0      | 1–0      |
| Celtic FC      | 2–4   | Újpesti Dózsa | 2–1      | 0–3      |
| Spartak Trnava | 2–0   | Anderlecht    | 1–0      | 1–0      |
| Derby County   | 3–0   | SL Benfica    | 3–0      | 0–0      |

### Negyeddöntő
| 1. csapat      | Össz. | 2. csapat      | 1. mérk. | 2. mérk. |
| -------------- | ----- | -------------- | -------- | -------- |
| Ajax           | 5–2   | Bayern München | 4–0      | 1–2      |
| Gyinamo Kijev  | 0–3   | Real Madrid    | 0–0      | 0–3      |
| Juventus       | 2–21  | Újpesti Dózsa  | 0–0      | 2–2      |
| Spartak Trnava | 1–2   | Derby County   | 1–0      | 0–2      |

### Elődöntő
| 1. csapat | Össz. | 2. csapat    | 1. mérk. | 2. mérk. |
| --------- | ----- | ------------ | -------- | -------- |
| Ajax      | 3–1   | Real Madrid  | 2–1      | 1–0      |
| Juventus  | 3–1   | Derby County | 3–1      | 0–0      |

### Döntő
| 1973. május 30. | Ajax   | 1–0   | Juventus | Stadion Crvena Zvezda (Belgrád) Nézőszám: 89,484 v.: Gugulović (Jugoszlávia) |
| 1973. május 30. | Rep 5' | (1–0) |          | Stadion Crvena Zvezda (Belgrád) Nézőszám: 89,484 v.: Gugulović (Jugoszlávia) |

| Az 1972–73-as bajnokcsapatok Európa-kupájának győztese |
| Ajax 3. cím                                            |
| ← 1971–72 Ajax                                         |
| Bayern München 1973–74 →                               |